# Norops dunni
Norops dunni är en ödleart som beskrevs av  Smith 1936. Norops dunni ingår i släktet Norops och familjen Polychrotidae. IUCN kategoriserar arten globalt som livskraftig. Inga underarter finns listade i Catalogue of Life.